# Palacio Cousiño-Goyenechea
El palacio Cousiño-Goyenechea fue una mansión ubicada al interior del actual Parque Isidora Cousiño, en la comuna chilena de Lota, en la Región del Biobío. Construida entre 1885 y 1898, fue demolida en 1964. Fue uno de los principales exponentes arquitectónicos de ostentación y lujo en el sur de Chile, financiada por la bonanza económica minera de la zona durante el siglo XIX. 

## Historia
El palacete, conocido popularmente como «el castillo del parque», fue diseñado por el arquitecto chileno Eduardo Fehrmann, quien fue contactado por la propia dueña, Isidora Goyenechea, para que construyera la mansión con base en sus preferencias, para ello, ordenó la demolición de una antigua casona, de menores dimensiones y más sencilla de propiedad de Matías Cousiño, para reconstruir esta edificación en su lugar. La Familia Cousiño-Goyenechea ya poseía un opulento palacio residencial urbano en Santiago de Chile, llamado Palacio Cousiño.
Los trabajos se iniciaron en 1885, sin embargo, no conforme con el trabajo de Fehrmmann, quien realizó a cabalidad el trabajo de estructura principal de la edificación, pero hizo una serie de modificaciones a la idea inicial en los detalles, por lo que Goyenechea decide prescindir de sus servicios y contratar al arquitecto francés Abel Guérineau, el cual deshizo los cambios ejecutados por cuenta propia por Fehrmann, para construir fielmente los deseos de la propietaria. El palacio fue inaugurado oficialmente en 1898.
Producto del grave deterioro estructural de la edificación por el terremoto de 1960, lo que la hacía inhabitable, al no contar con los recursos necesarios para hacer una reconstrucción, los propietarios de la época decidieron demoler toda la mansión hasta sus cimientos en 1964.
En la actualidad existen jardines donde se encontraba el palacio y se colocó una placa recordatoria que indica donde estaba construido.

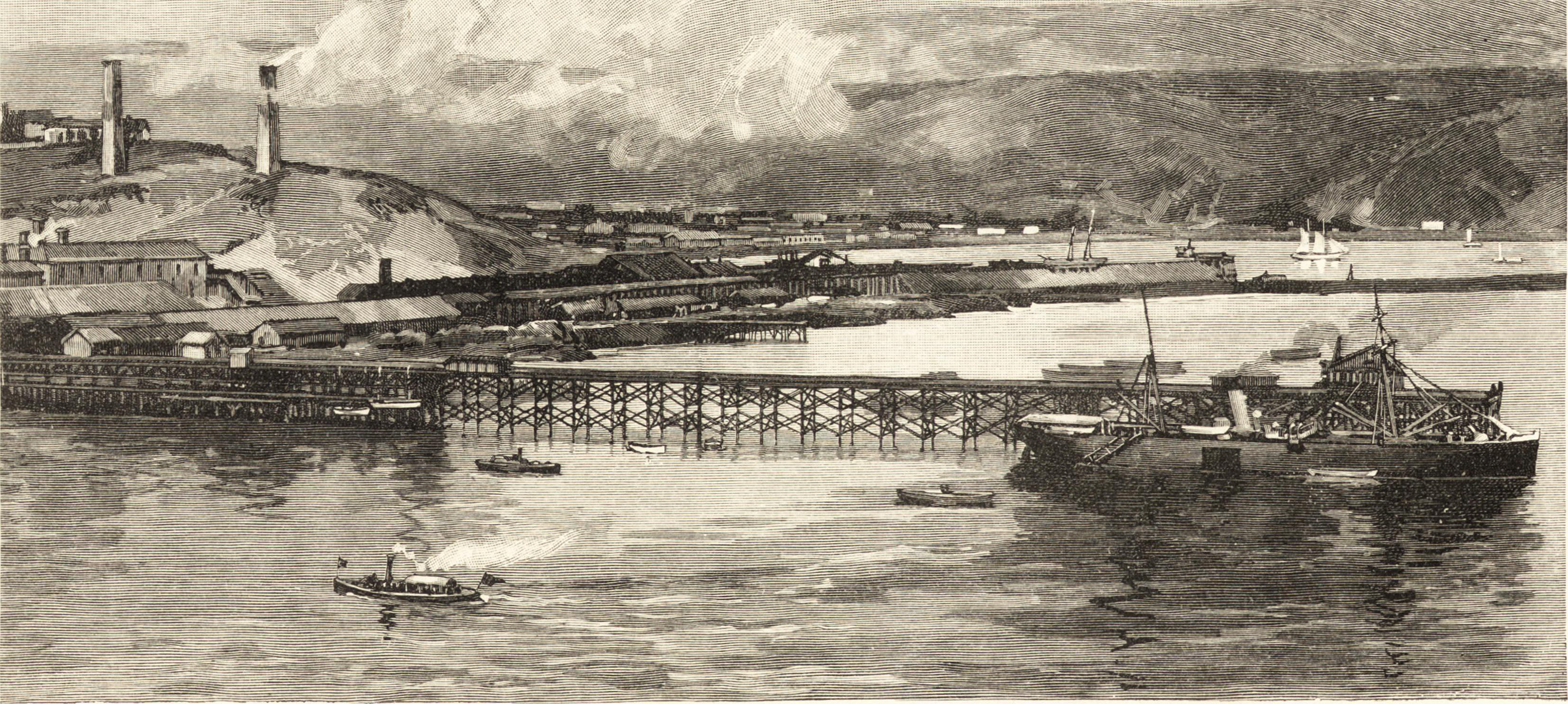
En el cerro se puede ver la construcción del palacio.
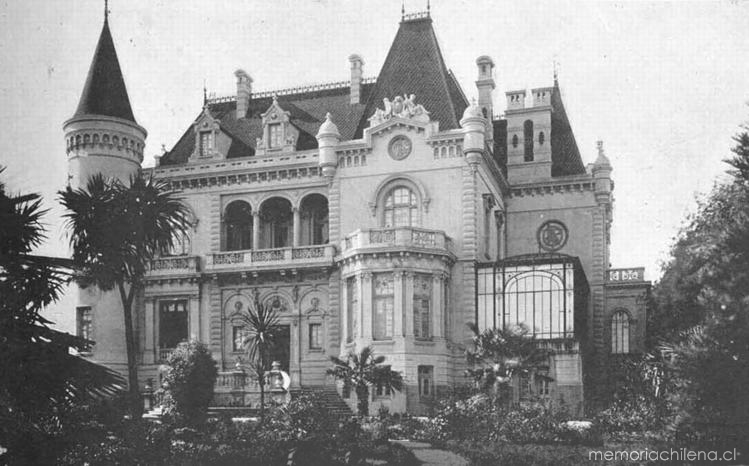
Parte trasera del Palacio Cousiño de Lota.
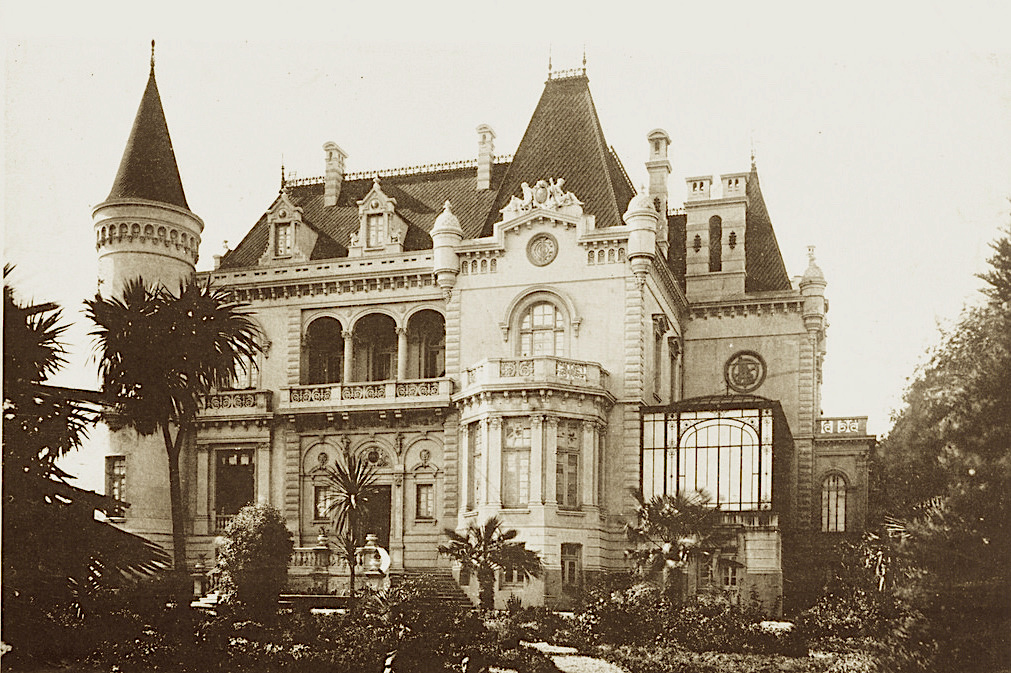
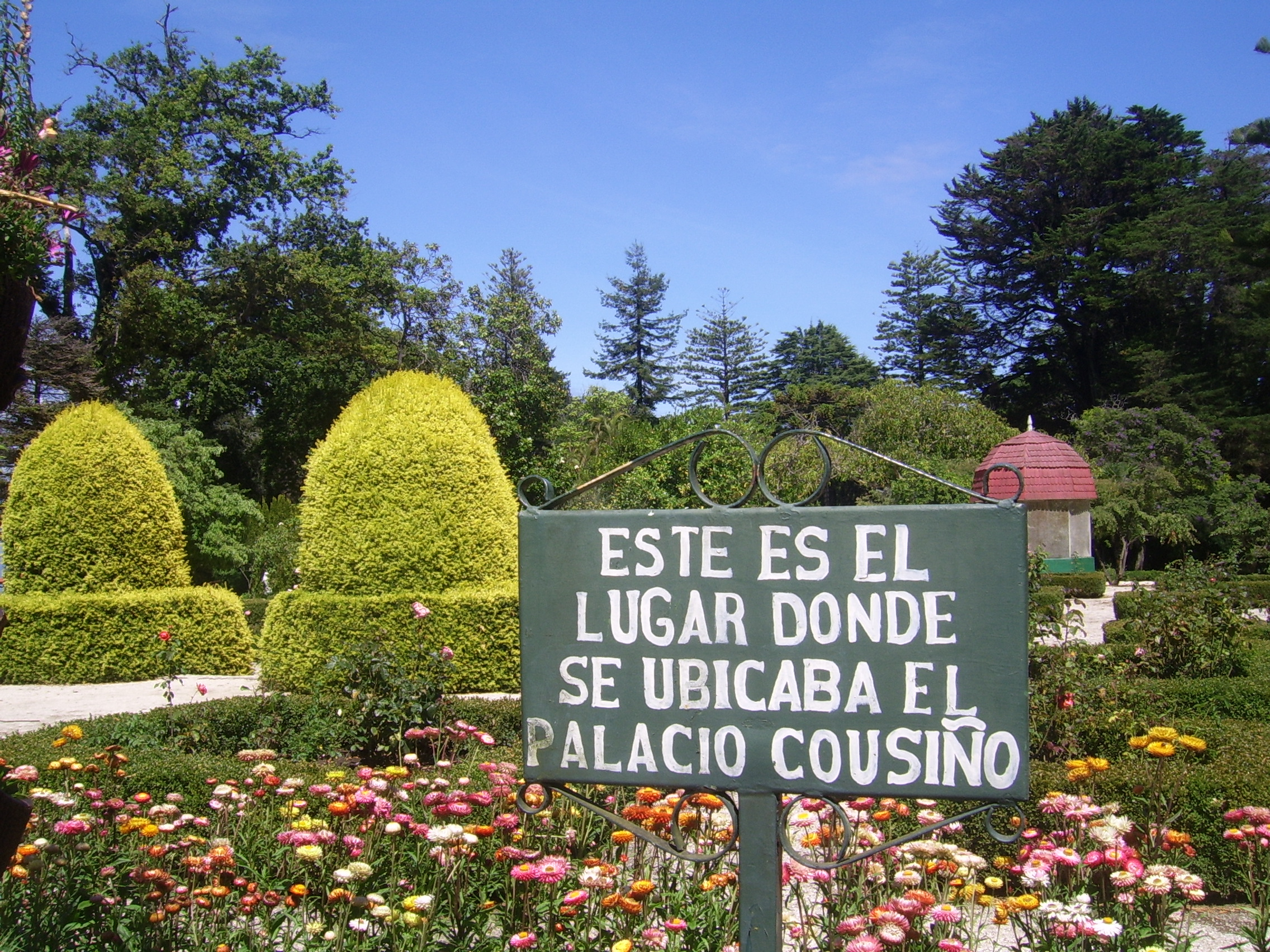
Letrero que indica la ubicación del palacio al interior del parque.

## En la cultura popular
El palacio, así como parte de los jardines, aparece en la película muda chilena Canta y no llores, corazón de 1925, dirigida por Juan Pérez Berrocal.